# DAR 1
DAR 1 Peperuda (con bướm) là một loại máy bay huấn luyện/du lịch hai tầng cánh của Bulgaria trong thập niên 1920. DAR 1 được Hermann Winter thiết kế và chế tạo tại DAR - Drjavna Aeroplane Robotilnitsa – Xưởng Máy bay Nhà nước.

## Biến thể
DAR 1
DAR 1A

## Quốc gia sử dụng
Bulgaria
- Không quân Bulgary
- Cục Hàng không dân dụng Bulgary

## Tính năng kỹ chiến thuật (DAR 1)
Dữ liệu lấy từ Balkan Birds, p. 23.
Đặc tính tổng quan
- Kíp lái: 2
- Chiều dài: 6,25 m (20 ft 6 in)
- Sải cánh: 9,30 m (30 ft 6 in)
- Trọng lượng rỗng: 405 kg (893 lb)
- Trọng lượng có tải: 640 kg (1.411 lb)
- Động cơ: 1 × Walter NZ , 45 kW (60 hp)

Hiệu suất bay
- Vận tốc cực đại: 135 km/h (84 mph; 73 kn)